# Sakura (cacciatorpediniere)
Il Sakura (桜? lett. "Ciliegio") è stato un cacciatorpediniere della Marina imperiale giapponese, quattordicesima unità della classe Matsu. Fu varato nel settembre 1944 dal cantiere navale di Yokosuka..
Appartenente alla 53ª Divisione, prese servizio effettivo nel febbraio 1945 come parte della scorta a un convoglio diretto all'isola di Formosa. Dopo aver operato brevemente a Shanghai, rientrò in Giappone e fu coinvolto in compiti di vigilanza, pattugliamento e sminamento. Già danneggiato da un ordigno a giugno, l'11 luglio ne urtò un altro nella baia di Osaka e saltò in aria, causando la morte di metà equipaggio.

## Caratteristiche
Il Sakura presentava una lunghezza fuori tutto di 100 metri, una larghezza massima di 9,35 metri e un pescaggio di 3,30 metri; il dislocamento a pieno carico ammontava a 1 676 tonnellate. L'apparato motore era formato da due caldaie Kampon, due turbine a ingranaggi a vapore Kampon, due alberi motore con elica: erano erogati 19 000 shp, sufficienti per una velocità massima di 27,75 nodi (52,73 km/h); l'autonomia massima era di 4 680 miglia nautiche a 16 nodi (8 667 chilometri a 30,4 km/h). L'armamento era articolato su tre cannoni Type 89 da 127 mm L/40 in due affusti pressoché scoperti; quattro tubi lanciasiluri da 610 mm raggruppati in un impianto Type 92 e senza ricarica; venticinque cannoni automatici Type 96 da 25 mm L/60 e due lanciatori Type 94 per bombe di profondità (36 a bordo). Infine erano stati forniti un sonar Type 93, un radar Type 22 e uno Type 13. All'entrata in servizio l'equipaggio era formato da 210 uomini.

## Servizio operativo
Il cacciatorpediniere Sakura fu ordinato nell'anno fiscale edito dal governo giapponese nel 1944. La sua chiglia fu impostata nel cantiere navale dell'arsenale di Yokosuka il 2 giugno 1944 e il varo avvenne il 6 settembre seguente; fu completato il 25 novembre e il comando fu affidato al capitano di corvetta Shōji Shimobe. Fu immediatamente assegnato all'11ª Squadriglia cacciatorpediniere, dipendente dalla Flotta Combinata e demandata all'addestramento delle nuove unità in tempo di guerra.
Conclusi la messa a punto e la preparazione, il 12 febbraio 1945 il Sakura salpò da Moji con il resto della scorta al convoglio Mota-36, diretto a Kīrun nella colonia di Formosa, dove furono sbarcati rinforzi ed equipaggiamenti; proseguì quindi la navigazione alla volta di Shanghai e al fianco dell'incrociatore leggero Kashima: le due unità arrivarono a destinazione il 18 e il Sakura rimase nella zona per circa un mese, assegnato a compiti di pattugliamento e vigilanza al traffico navale in entrata e uscita. Il 15 marzo giunse al capitano Shimobe la notizia che il cacciatorpediniere era stato ufficialmente assegnato all'appena attivata 53ª Divisione, che comprendeva inoltre il Keyaki, il Nara, il Tachibana, lo Tsubaki e lo Yanagi: qualche giorno più tardi il Sakura fece rotta per la base navale di Kure, che toccò il 21 marzo. Sottoposto a una rapida revisione e con la scorta di bombe di profondità cresciuta a sessanta ordigni, riprese i compiti di guardia per lo più nel Mare interno di Seto, ma con occasionali missioni anche lungo le coste esterne del Giappone e sempre sotto gli ordini superiori dell'11ª Squadriglia cacciatorpediniere. Il reparto transitò alle dipendenze della depauperata 2ª Flotta il 1º aprile 1945 ma, dopo le gravi perdite patite nell'estrema operazione Ten-Go, essa fu disattivata e la 53ª Divisione, con il resto della squadriglia, tornò alla Flotta Combinata. Il Sakura espletò alcune operazioni di sminamento in questo periodo e, in un giorno imprecisato di giugno, urtò una mina negli stretti di Shimonoseki, subendo però danni modesti che furono presto riparati; fu quindi richiamato nel Mare interno per contribuire all'opera di sminamento del porto di Osaka. L'11 luglio incappò in una seconda mina che, stavolta, detonò verso poppa e innescò le munizioni del magazzino dei pezzi da 127 mm: ne risultò un formidabile scoppio che tranciò la poppa dell'unità e ne provocò il rapido affondamento in porto, nella zona sud-orientale (34°36′N 135°28′E). Il capitano Shimobe e altri 129 uomini rimasero uccisi nel disastro.
Il 10 agosto 1945 il Sakura fu depennato dai registri della Marina imperiale.